# Санкт-Петербургский проспект
Санкт-Петербу́ргский проспект — проспект в Петергофе. Продолжает Санкт-Петербургское шоссе и доходит до пересечения со Знаменской улицей и Собственным проспектом, продолжаясь Ораниенбаумским спуском.

## История
Санкт-Петербургский проспект именовался Красным проспектом, Санкт-Петербургской улицей.
Санкт-Петербургская улица после пересечения с Разводной улицей именовалась Кадетской.
Площадь Жертв революции ранее называлась Театральной, так как на ней располагалось здание Императорского театра, устроенного во время правления Николая I, когда находящийся на площади полковой манеж был переделан в театр. При Александре III здание театра расширено для парадного спектакля в день бракосочетания Великой княжны Ксении Александровны. После революции площадь получила имя Спартака.
Торговая площадь (Сенная площадь) располагалась в центре города и была очень оживлённой. На ней велась бойкая торговля с возов рыбой, пенькой, дровами, сеном. В Гостином дворе, перенесённом сюда в 1839 году c территории нынешней 415 школы, размещались мануфактурные, кожевенные, гончарные лавки. В центре площади в 1841 году был бассейн с фонтанчиком для питья.
До Октябрьской революции на углу Кадетской и Разводной улиц стоял первый петергофский кинематограф.
Вблизи Английского пруда стоял католический костёл.
Кадетская улица выходила на небольшую площадь. На северной стороне площади, у Фабричной канавки, на месте нынешней автобусной остановки, стояла небольшая каменная лютеранская церковь, построенная архитектором Э. Л. Ганом по проекту А. И. Штакеншнейдера.
Далее, за мостом через проток Английского пруда, начинался Старый Петергоф.

## Магистрали
Санкт-Петербургский проспект граничит или пересекается со следующими магистралями:
| 1. Санкт-Петербургское шоссе 2. Зверинская улица 3. улица Аврова 4. площадь Жертв революции 5. Константиновская улица 6. Торговая площадь | 1. Торговая улица 2. Краснопрудский переулок 3. Ксеньевская улица 4. Правленская улица 5. Самсониевская площадь 6. Самсониевская улица | 1. Разводная улица 2. Прудовая улица 3. Мастеровой переулок 4. Эйхенская улица 5. Фабричная улица | 1. Петергофская улица 2. Ленинградская улица 3. Знаменская улица 4. Рубинштейнская улица 5. Собственный проспект 6. Ораниенбаумский спуск |

## Достопримечательности
- № 8 — Жилой дом со службами и флигелями, 1830-е гг.,  7802516000
- № 11 — дом П. А. Струкова с садом, 1827—1828 гг., архитектор В. Ф. Федосеев,  7810418000
- № 15 — почта, главный корпус, 1850—1854 гг., архитекторы Н. Л. Бенуа, А. К. Кавос,  7810419001
- № 18, 20, 22 — дворцовый госпиталь,  7802003000.
- № 25, литера А — дом Гербольдта, вторая половина XIX века[6], реконструирован в 2021 году[7].  7802004000
- № 40 — Усадьба Хрущёвых, 1870-1880-е
- № 51 — Дом Редичкина, 1912

Также рядом или непосредственно на Санкт-Петербургском проспекте находятся:
| - Памятник жертвам революции - Красный пруд - Краснопрудский канал - Собор Петра и Павла - Колонистский парк - Ольгин пруд | - Верхний Сад - Самсониевская площадь - Голицынский сквер - Круглый пруд (в Голицынском сквере) - Верхнесадский канал - Английский парк - Английский пруд | - Фабричная канавка - Река Шинкарка - Приморский мемориал - Зенитные орудия - Стела на Ораниенбаумском пятачке - Троицкий ручей - Телеграфная станция |

## Транспорт
По Санкт-Петербургскому проспекту проходят трассы всех социальных и коммерческих маршрутов, соединяющих Петергоф с Санкт-Петербургом, а также социальных маршрутов, курсирующих в пределах Петродворцового района.